# Rajčice
Rajčice (znanstveno ime Paradisaeidae) so družina ptic iz reda pevcev, razširjena po otokih jugozahodne Oceanije in vzhodu Avstralije. Znani so po bujni operjenosti z raznobarvnim in umetelno oblikovanim perjem, s katerim samci dvorijo samicam. Zaradi razkošne podobe in življenjskega prostora v gozdovih eksotičnih tropskih krajev se jih je prijel pridevnik »rajske«. Mednje uvrščamo 44 danes živečih vrst v 16 rodovih.

## Opis
V splošnem so rajčice srednje veliki do veliki ptiči s kratkimi, zaobljenimi perutmi in kratkimi do srednje dolgimi nogami. Kljun je pri nekaterih predstavnikih čokat, podoben šojinemu, pri drugih pa tanek in zakrivljen navzdol. Nosnice so poraščene s perjem. Samci izstopajo po operjenosti in izkazujejo nekaj od najvpadljivejših primerov spolnega odbiranja med vsemi ptiči. Za pozornost samic se potegujejo z raznobarvnimi vzorci, ki vključujejo žive odtenke, pa tudi eno od najpopolnejših črnih barv v vsem živalskem kraljestvu – za slednjo imajo peresa s posebno mikrostrukturo, da vpijejo skoraj vso svetlobo, kar poveča kontrast z barvnimi vzorci. So tudi raznovrstnih oblik, od izjemno podaljšanih repnih peres in spiralastih izrastkov do perjanic, ki izraščajo iz glave ali trtičnega predela, ali »ovratnikov« iz širokih peres okoli prsi. Razkazujejo jih v dovršenih ritualih, med katerimi izvajajo stereotipne plese okrog samice ali skačejo in plezajo po vejah kot naviti. Samice so večinoma rjavkastih odtenkov s progastim trebušnim delom.
Razmnoževanje je raznoliko, od monogamije do t. i. rastitve (angleško lekking), kjer se več samcev zbere na istem kraju in se razkazuje samicam, ki pridejo blizu ter jih primerjajo in izbirajo med njimi. V tem primeru gre za poliginijo (samec se pari z več samicami v paritvenem obdobju, samica pa samo z enim). Le pri monogamnih vrstah samec sodeluje pri gradnji gnezda in skrbi za potomce.
Raznoliko je tudi prehranjevanje, med rajčicami so izključno sadjejede do izključno žužkojede vrste in različne kombinacije teh dveh načinov.

## Habitat in razširjenost
Večina vrst živi v deževnih gozdovih, nekatere pa v bolj odprtih gozdovih. Razširjene so po otokih jugovzhodne Oceanije okrog Nove Gvineje, kjer dosegajo največjo pestrost, predstavniki dveh rodov pa živijo tudi ob vzhodnih obalah Avstralije. Glavni grožnji sta lov in izguba habitata, predvsem pri vrstah z manjšimi območji razširjenosti. Zaradi spektakularnega izgleda so v preteklosti dosegale kože visoke cene, zato so lovci skoraj iztrebili nekatere vrste.

## Sistematika
Rajčice spadajo v širše sorodstvo vranov (naddružina Corvoidea), znotraj katere sorodstvena razmerja še niso povsem razjasnjena. Po sodobnih molekularnih študijah je njihov najbližji še živeči sorodnik ptič Ifrita kowaldi, ki tvori samostojno družino Ifritidae.

### Vrste
45 danes živečih znanih vrst združujemo v 16 rodov:
| rod: Lycocorax - Lycocorax pyrrhopterus - Lycocorax obiensis rod: Manucodia - Manucodia ater - Manucodia alter - Manucodia jobiensis - Manucodia chalybatus - Manucodia comrii rod: Phonygammus - Phonygammus keraudrenii rod: Paradigalla - Paradigalla carunculata - Paradigalla brevicauda rod: Astrapia - Astrapia nigra - Astrapia splendidissima - Astrapia mayeri - Astrapia stephaniae - Astrapia rothschildi rod: Parotia - Parotia sefilata - Parotia carolae - Parotia berlepschi - Parotia lawesii - Parotia helenae - Parotia wahnesi rod: Pteridophora - Pteridophora alberti rod: Lophorina - Lophorina superba - Lophorina niedda - Lophorina minor | rod: Ptiloris - Ptiloris paradiseus - Ptiloris victoriae - Ptiloris magnificus - Ptiloris intercedens rod: Epimachus - Epimachus fastosus - Epimachus meyeri rod: Drepanornis - Drepanornis albertisi - Drepanornis bruijnii rod: Cicinnurus - Cicinnurus regius - Cicinurrus magnificus (Diphyllodes magnificus) - Cicinnurus respublica (Diphyllodes respublica) rod: Diphyllodes - Diphyllodes magnificus - Diphyllodes respublica rod: Semioptera - - Wallaceova ali četveropera rajčica (Semioptera wallacii) rod: Seleucidis - Seleucidis melanoleucus rod: Paradisaea - Paradisaea apoda - Paradisaea raggiana - Paradisaea minor - Paradisaea decora - Paradisaea rubra - Paradisaea guilielmi rod: Paradisornis - Paradisornis rudolphi |